# Урал-6370
УралАЗ-6370 — семейство полноприводных бескапотных крупнотоннажных грузовых автомобилей повышенной грузоподъёмности с колёсной формулой 6×6. Производится Уральским автомобильным заводом.
Семейство включает в себя самосвал, седельный тягач и спецтехнику на заказ. Грузовик оснащён механической 16-ступенчатой коробкой передач ZF 16S 2220 TD, раздаточной коробкой ZF VG2000. Ведущий мост — RABA MAXS.

## Модификации

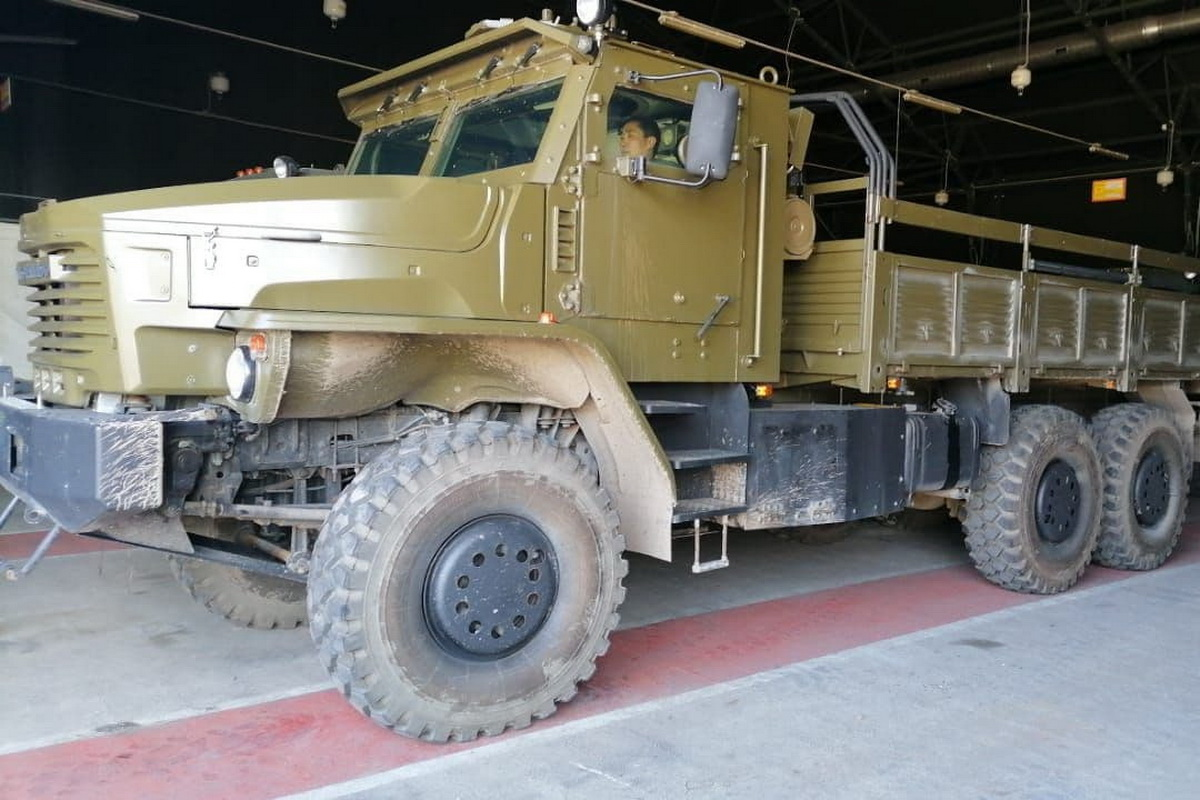
Урал Торнадо-У (модификация с капотом)

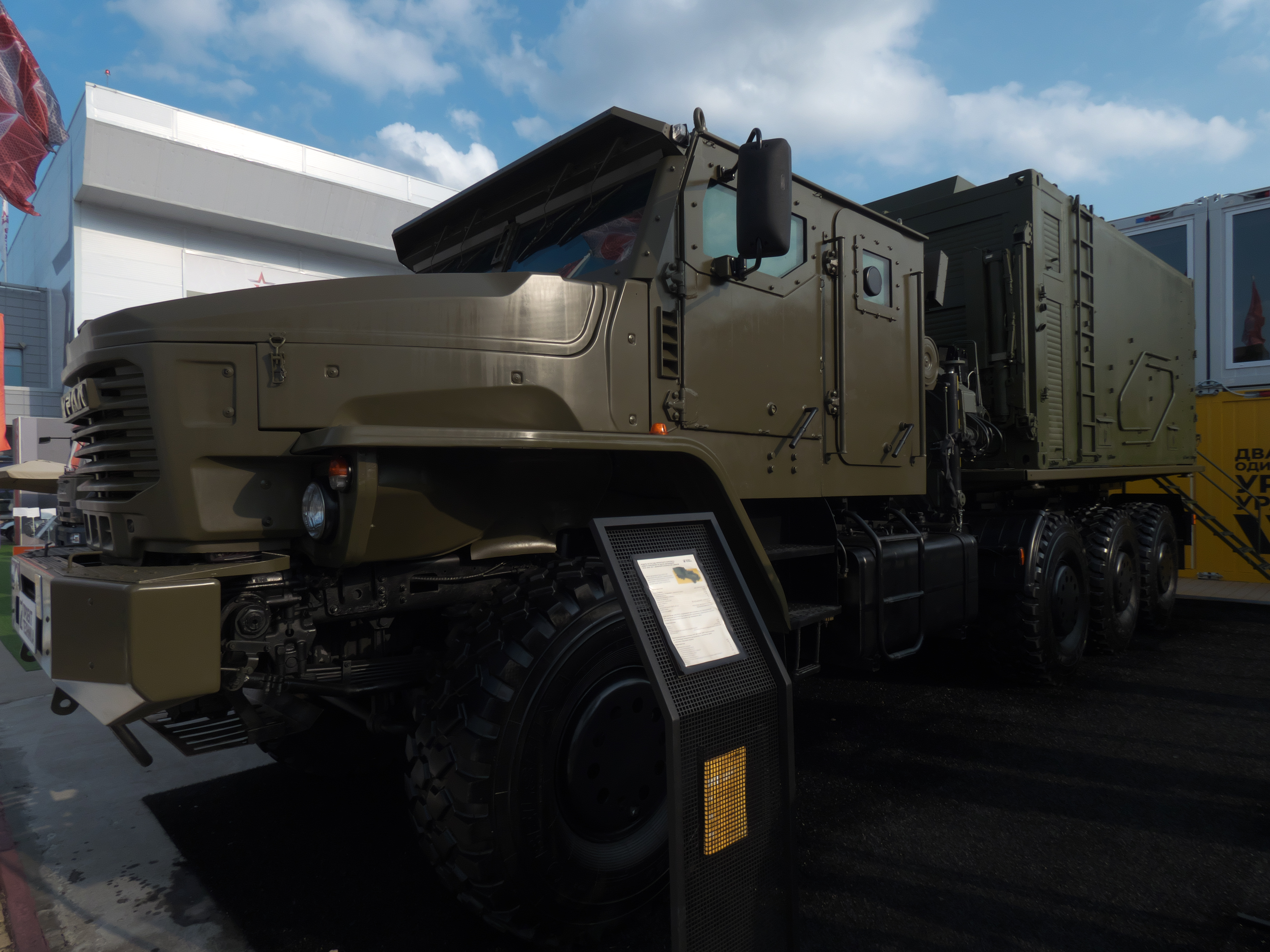
4-осный Урал-63708

- Урал-63706-0010 «Торнадо-У» — полноприводный бронированный капотный автомобиль повышенной грузоподъёмности с колесной формулой 6×6. Производится с 2016 года на Уральском автомобильном заводе. Принят на снабжение ВС РФ.[5] Машина построена на базе гражданского бескапотного Урал-6370: китайские мосты HANDE HDZ237, двигатель ЯМЗ-652 (лицензионный Renault dCi11 со впрыском common rail), сцепление — Sachs, раздаточная коробка — ZQC-2000; коробка передач — FG-16JS200TА.[6]
  - Урал-6308 — танковый седельный тягач с колёсной формулой 8×8 и двигателем мощностью 550—600 л. с.[7].
- Урал-63704 — бескапотный седельный тягач.
- Урал-63704Т — автомобиль для грузового триала.